# Montcabrier (Tarn)
Montcabrier is een gemeente in het Franse departement Tarn (regio Occitanie) en telt 171 inwoners (1999). De plaats maakt deel uit van het arrondissement Castres.

## Geografie
De oppervlakte van Montcabrier bedraagt 5,5 km², de bevolkingsdichtheid is 31,1 inwoners per km².

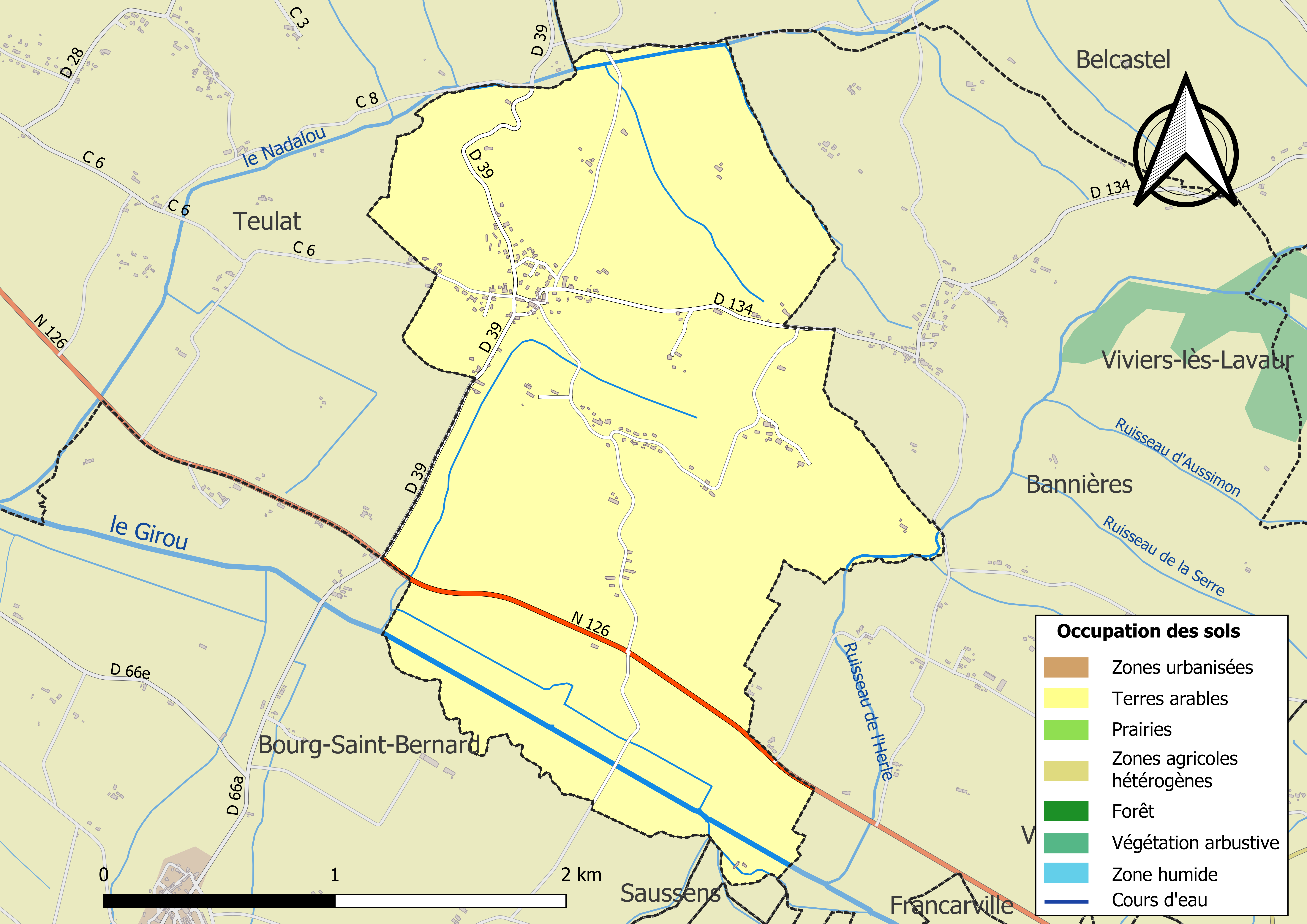
Kaart van de gemeente met de belangrijkste infrastructuur, bodemgebruik en omliggende gemeenten

## Demografie
Onderstaande figuur toont het verloop van het inwonertal (bron: INSEE-tellingen).
1. ↑  Populations de référence 2022.